# Аржен
Аржен (фр. Argein) насеље је и општина у јужној Француској у региону Миди Пирене, у департману Арјеж која припада префектури Сен Жирон.
По подацима из 2011. године у општини је живело 181 становника, а густина насељености је износила 16,32 становника/km². Општина се простире на површини од 11,09 km². Налази се на средњој надморској висини од 534 метара (максималној 1.675 m, а минималној 517 m).

## Демографија
| 1962. | 1968. | 1975. | 1982. | 1990. | 1999. | 2011. |
| ----- | ----- | ----- | ----- | ----- | ----- | ----- |
| 193   | 214   | 211   | 193   | 164   | 149   | 181   |

График промене броја становника у току последњих година